# Jens Brandenburg

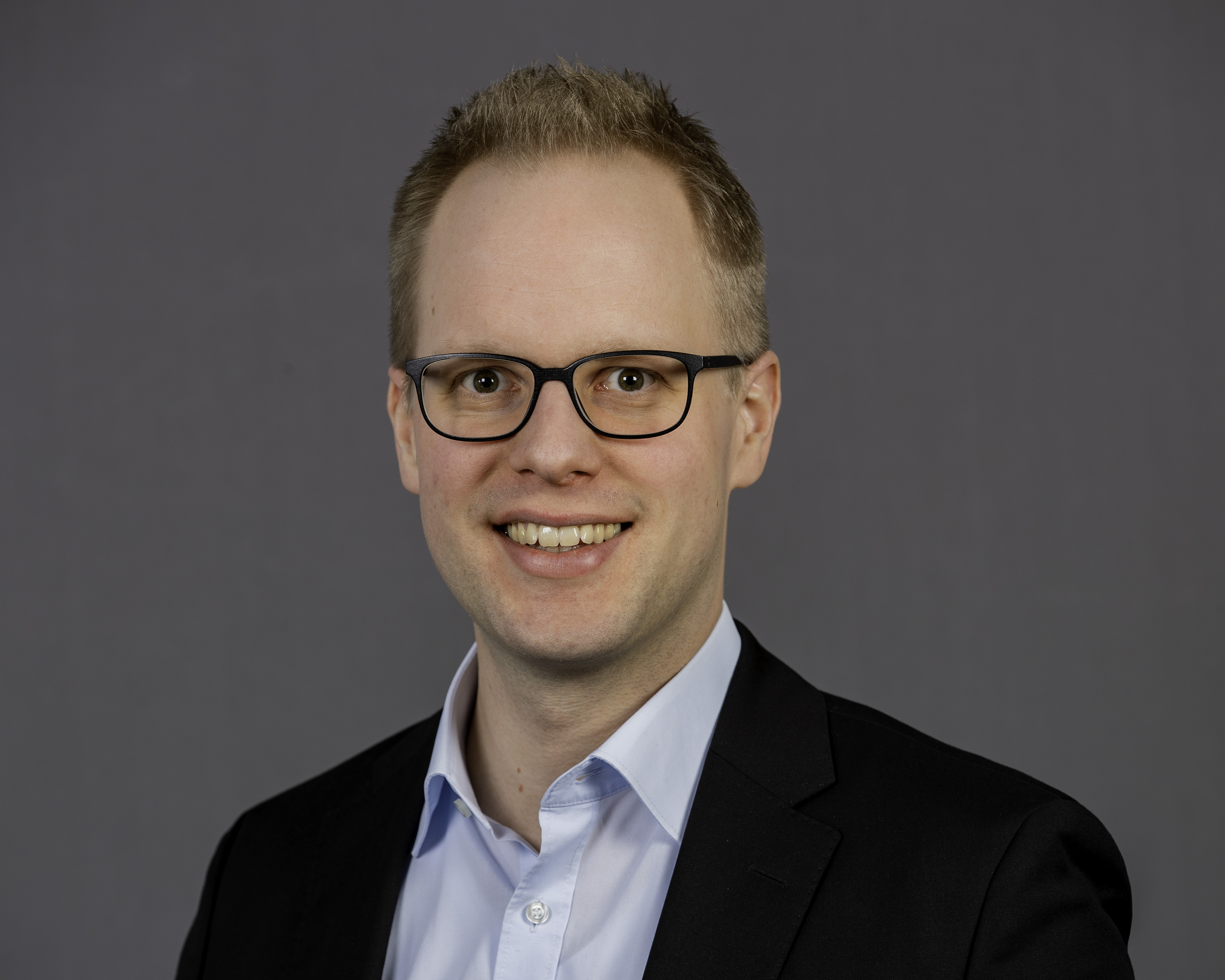
Jens Brandenburg, 2020

Jens Brandenburg (* 8. März 1986 in Simmerath) ist ein deutscher Politiker (FDP). Er war von 2017 bis 2025 Mitglied des Deutschen Bundestages und von 2021 bis 2024 Parlamentarischer Staatssekretär bei der Bundesministerin für Bildung und Forschung. 

## Leben
Brandenburg wuchs gemeinsam mit zwei Brüdern auf. Das Abitur absolvierte er 2005 in Monschau. Von 2002 bis 2003 absolvierte er ein Auslandsschuljahr an der Lutheran High School in Little Rock. Anschließend studierte er bis 2010 Politikwissenschaft und Volkswirtschaftslehre an der Universität Mannheim mit Bachelor- und Masterabschluss. Von 2010 bis 2014 promovierte Brandenburg an der Graduate School of Economics and Social Science der Universität Mannheim. Nach der Promotion zum Dr. rer. soc. war Brandenburg für eine internationale Unternehmensberatung tätig. Brandenburg wohnt mit seinem Lebenspartner in der Kurpfalz.

## Partei
Seit 2006 ist Brandenburg Mitglied der FDP. Zuvor trat er 2005 den Jungen Liberalen bei. Von 2010 bis 2013 amtierte er als Landesvorsitzender der Jungen Liberalen Baden-Württemberg. Seit März 2019 ist er Vorsitzender des FDP Bezirksverbands Kurpfalz.

## Abgeordneter

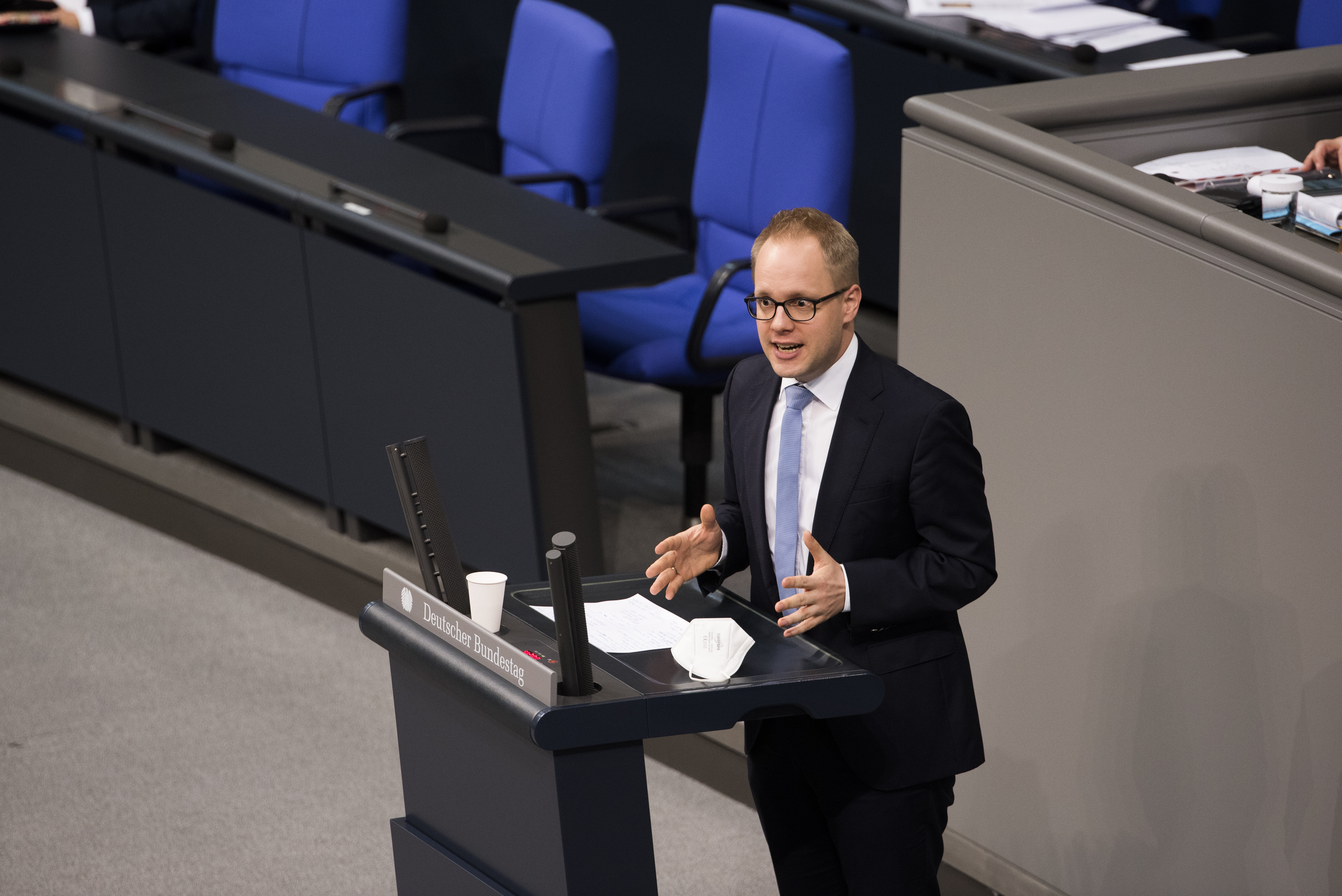
Jens Brandenburg, 2021

Brandenburg trat zur Landtagswahl in Baden-Württemberg 2016 im Landtagswahlkreis Neckar-Odenwald an, verfehlte jedoch den Einzug in den Landtag. Zur Bundestagswahl 2017 trat er für die FDP im Bundestagswahlkreis Rhein-Neckar an und zog über Platz 9 der Landesliste der FDP Baden-Württemberg in den 19. Deutschen Bundestag ein. Als Mitglied im Ausschuss für Bildung, Forschung und Technikfolgenabschätzung war Brandenburg Sprecher für Studium, berufliche Bildung und lebenslanges Lernen der FDP-Fraktion und Vorsitzender der Fraktions-Arbeitsgruppe Bildung, Forschung und Technikfolgenabschätzung. Zudem war Brandenburg der erste Sprecher für die Rechte von LSBTI der Fraktion. Darüber hinaus war Brandenburg als ordentliches Mitglied, Vorsitzender und Obmann seiner Fraktion in der Enquete-Kommission „Berufliche Bildung in der digitalen Arbeitswelt“ vertreten. Zudem gehörte er als stellvertretendes Mitglied dem Ausschuss für Familie, Senioren, Frauen und Jugend an. Außerdem ist er stellvertretender Vorsitzender der Parlamentariergruppe Cono Sur-Staaten.
Bei der Bundestagswahl 2021 kandidierte er erneut im Wahlkreis Rhein-Neckar und über den achten Platz der FDP Baden-Württemberg. Im Wahlkreis erreichte er mit 11,6 % den vierten Platz bei den Erststimmen, zog aber über die Landesliste in den 20. Deutschen Bundestag ein.
Seit dem 8. Dezember 2021 war er Parlamentarischer Staatssekretär bei der Bundesministerin für Bildung und Forschung, Bettina Stark-Watzinger. Aufgrund des Auseinanderbrechens der Ampelkoalition wurde seine zuständige Bundesministerin Bettina Stark-Watzinger von Bundespräsident Frank-Walter Steinmeier am 7. November 2024 entlassen, womit auch seine Amtszeit als Parlamentarischer Staatssekretär endete.
Bei der Bundestagswahl am 23. Februar 2025 gelang Brandenburg nicht erneut der Einzug in den Bundestag als Abgeordneter.

## Mitgliedschaften
Jens Brandenburg ist Mitglied der überparteilichen Europa-Union Deutschland, die sich für ein föderales Europa und den europäischen Einigungsprozess einsetzt. Darüber hinaus ist Brandenburg Mitglied im Kuratorium der Bundesstiftung Magnus Hirschfeld und im Kuratorium der Deutschen AIDS-Stiftung. Seit 2023 ist er als Vertreter des Bundesministeriums für Bildung und Forschung Vorsitzender des Stiftungsrates der Deutschen Stiftung Friedensforschung.